# Varanus dumerilii
Espèce
Synonymes
- Monitor dumerilii Schlegel, 1839
- Varanus macrolepis Blanford, 1881
- Varanus heteropholis Boulenger, 1892

Statut CITES
Le Varan de Duméril, Varanus dumerilii, est une espèce de sauriens de la famille des Varanidae.

## Répartition
Cette espèce se rencontre :
- en Thaïlande ;
- en Birmanie ;
- en Malaisie ;
- à Singapour ;
- en Indonésie sur les îles de Sumatra, de Bornéo, de Bangka et de Belitung ainsi que dans les îles Riau.

## Description
Le varan de Duméril mesure de 1 à 1,30 m de long.
C'est un varan essentiellement terrestre mais c'est aussi un bon nageur qui a les narines qui se ferment sous l'eau quand il chasse des crabes. Sur terre, il se nourrit d'insectes, d'oiseaux et d’œufs d'oiseaux et de tortues.
Il apprécie la mangrove mais on le trouve aussi loin des côtes.
C'est un saurien ovipare.

## Étymologie
Cette espèce est nommée en l'honneur d'André Marie Constant Duméril.

## Publication originale
- Schlegel, 1839 : Abbildungen neuer oder unvollständig bekannter Amphibien, nach der Natur oder dem Leben entworfen und mit einem erläuternden Texte begleitet. Arne and Co., Düsseldorf, p. 1-141 (texte intégral).